# Gwijde I van Dampierre
Gwijde I van Dampierre (1105-1151) was een zoon van Theobald II van Dampierre en van Isabella van Monthléry. Gwijde was burggraaf van Troyes en heer van Dampierre. Hij was gehuwd met Helvida (1110-1165), dochter van Andreas van Baudémont, en werd de vader van:
- Anseric
- Willem I (1130-1161)
- Andreas, bisschop van Châlons-en-Champagne
- Milo, bisschop van Châlons-en-Champagne
- Gwijde, bisschop van Châlons-en-Champagne
- Helvida, gehuwd met Godfried IV van Joinville
- Agnes, gehuwd met Narjot II van Toucy.